# I Like It, I Love It
Singles de Tim McGraw
Refried Dreams (1995) Can't Be Really Gone (1995)
I Like It, I Love It est une chanson écrite par Jeb Stuart Anderson, Steve Dukes et Mark Hall, et enregistrée par l'artiste de musique country américain Tim McGraw. 
Sortie en juillet 1995, elle est le premier single de l'album All I Want, le neuvième single de McGraw en tout, et est devenue son troisième single à entrer dans le classement Billboard Hot Country Songs. Elle a été enregistrée aux studios Fame à Muscle Shoals, en Alabama. 

## Contenu
I Like It, I Love It est une chanson rythmée et orientée guitare dans laquelle le narrateur déclare « j'aime ça, j'adore ça, et j'en veux plus » (I like it, I love it, I want some more of it). Les paroles sont vagues et quelque peu suggestives ; il n'est pas clair si, avec ça (it), McGraw fait référence au sexe, à l'amour/l'amitié et tout ce qui va avec, ou à autre chose. McGraw fait le choix artistique de laisser son sens réel ambigu, permettant ainsi à l'auditeur de tirer sa propre conclusion et d'interpréter la chanson à sa guise - il ou elle peut choisir de la trouver soit saine soit osée, en fonction de ses goûts individuels. 

## Dans la culture populaire
La chanson apparaît dans le jeu Karaoke Revolution Country et a également presque toujours été jouée à la mi-temps du Monday Night Football de ABC. Elle fait également partie de la chanson jouée pour célébrer les buts des Predators de Nashville en LNH ; McGraw a ré-enregistré le refrain pour remplacer « Il y a je ne sais quoi dans l'amour de cette fille » (Don't know what it is bout that little gal's lovin  par « Il y a je ne sais quoi quand les Predators marquent » (Don't know what it is bout the Predators scorin ). 
La chanson a été utilisée dans une publicité d'Applebee's en 2018 pour promouvoir leur menu Big Bolder Combos. Elle a également été utilisée pour une publicité Applebee's en 2005, les paroles ayant été remplacées par « Je ne sais pas comment ils font ce qu'ils font là-bas, chez Applebee's » (Don't know how they do it down at Applebee's). 
Lorsque McGraw interprète la chanson en concert, il remplace souvent la référence aux Braves du premier couplet par le nom d’une équipe sportive qui joue dans l’arène, le stade ou la ville la plus proche dans laquelle il se produit. Par exemple, lorsqu'il se produit au Staples Center à Los Angeles, il pourrait chanter : « Je n'ai pas vu de match des Sparks de l'année ».

## Clip musical
Le clip a été diffusé pour la première fois le 4 août 1995 sur CMT et a été réalisé par Sherman Halsey, son réalisateur de choix habituel, et a été filmé pendant que McGraw était en tournée. Il a été réalisé en utilisant des fenêtres pop-up, permettant à plusieurs scènes différentes d'apparaître et de disparaître simultanément, plutôt que d'utiliser la méthode de montage habituelle.  

## Pistes
Vinyle 45 tours
- A : I Like It, I Love It, I Want Some More Of It (Album version) : 3:25
- B : I Like It I Love It, I Want Some More Of It (Club Mix) : 3:54

## Classements
I Like It, I Love It" est devenu numéro 50 du US Billboard Hot Country Singles & Tracks dès sa sortie lors de la semaine du 12 août 1995. 
| Classement (1995) (RPM)          | Meilleure position |
| -------------------------------- | ------------------ |
| Canada Country Tracks (RPM)      | 1                  |
| US Billboard Hot 100             | 25                 |
| US Hot Country Songs (Billboard) | 1                  |

### Classements de fin d'année
| Classement (1995)            | Position |
| ---------------------------- | -------- |
| Canada Country Tracks (RPM)  | 7        |
| US Country Songs (Billboard) | 3        |